# 松卡石塔
松卡石塔，位于中國西藏自治区山南市扎囊县，是五座佛教石塔。

## 简介
松卡石塔位于西藏自治区山南市扎囊县桑耶寺以西15公里的雅鲁藏布江畔的一座岩石山脚下，海拔3650米。此处共有大小不同的五座石塔，均为整块石头雕刻而成。据说，这五座石塔是莲花生设计并主持雕造。1996年，松卡石塔被公布为西藏自治区文物保护单位。2006年，松卡石塔被公布为第六批全国重点文物保护单位。
此外，在五座石塔附近还有不少摩崖造像，其中以无量寿佛为主。
松卡石塔是与桑耶寺同时期的石雕建筑，佛塔造型基本相同，但是大小不等，对研究吐蕃时期佛塔造型及建筑风格颇有价值。石塔附近的大量摩崖造像分别为不同时期的风格，对研究西藏宗教石刻艺术也具有参考价值。